# سياسة التأشيرات في مصر

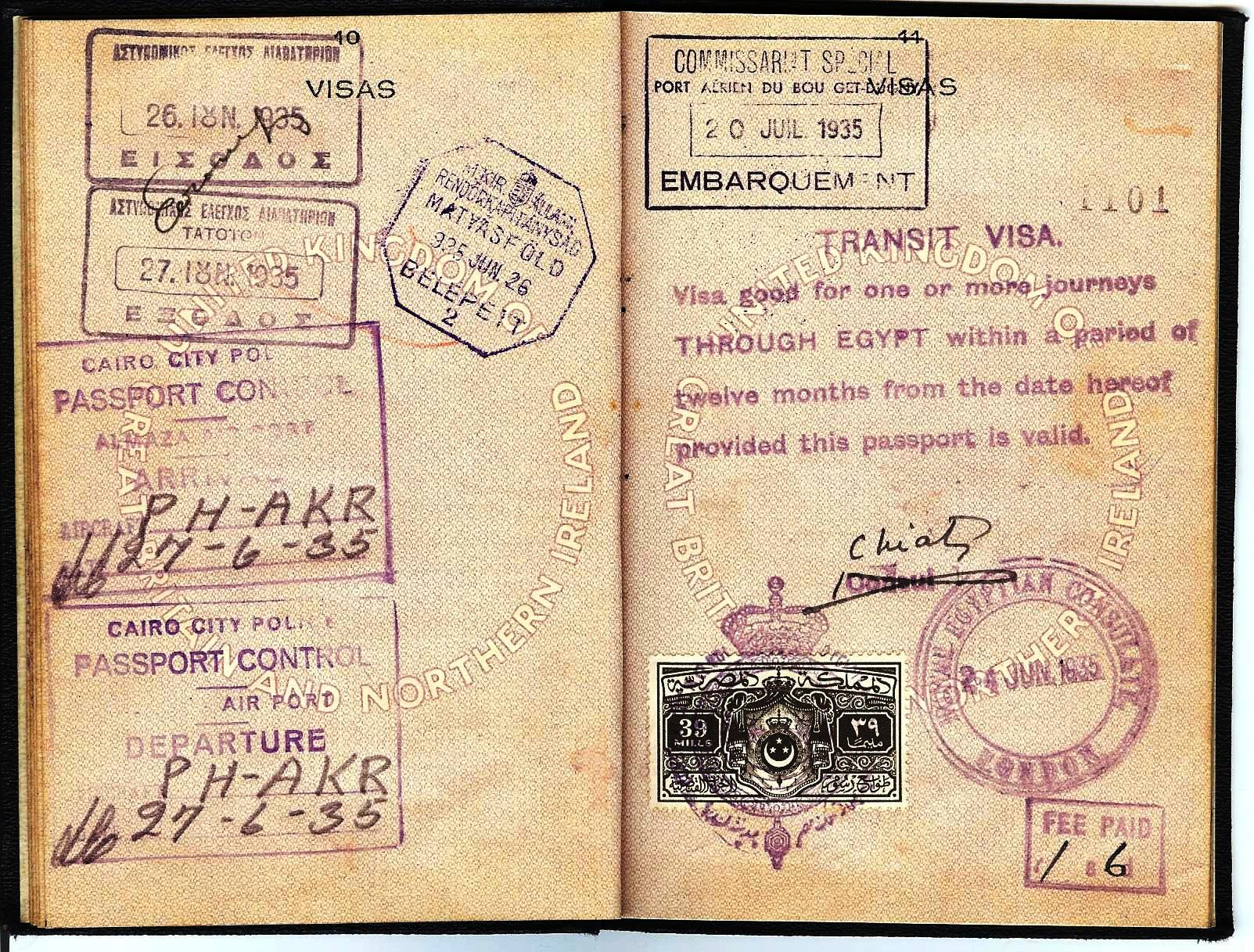
تأشيرة مصر عام 1935 في جواز سفر بريطاني.

سياسة التأشيرات في مصر تجب على الزائرين لجمهورية مصر العربية الحصول على تأشيرة من إحدى البعثات الدبلوماسية المصرية في بلادهم، أو إذا أتوا من إحدى الدول المعفاة من التأشيرة نهائياً أو من الدول التي يُسمح لمواطنيها الحصول على تأشيرة دخول لدى وصولهم.

سياسة التأشيرات في مصر (وفقًا لـ تيماتيك، منفصلة عن سياسة تأشيرات مدن ومنتجعات سيناء)
مصر
لا تتطلب تأشيرة (6 أشهر)
لا تتطلب تأشيرة (3 أشهر)
دخول مشروط بدون تأشيرة
دخول مشروط بدون تأشيرة، أو تأشيرة مطلوبة معتمدة أمنيًا
تأشيرة عند الوصول أو تأشيرة إلكترونية
تأشيرة عند الوصول
تأشيرة إلكترونية
تأشيرة مطلوبة
تأشيرة معتمدة مطلوبة أمنيًا

## الإعفاء من التأشيرة
يُسمح لمواطني 7 دول وأقاليم لزيارة مصر بدون تأشيرة لمدة 3 أشهر:
| - الإمارات العربية المتحدة - البحرين - السعودية - عُمان | - الكويت - ماكاو، الصين - هونغ كونغ، الصين |  |

يُطبّق نظام التأشيرة المجانية أيضاً لمواطني البلدان التالية تحت شروط معينة:

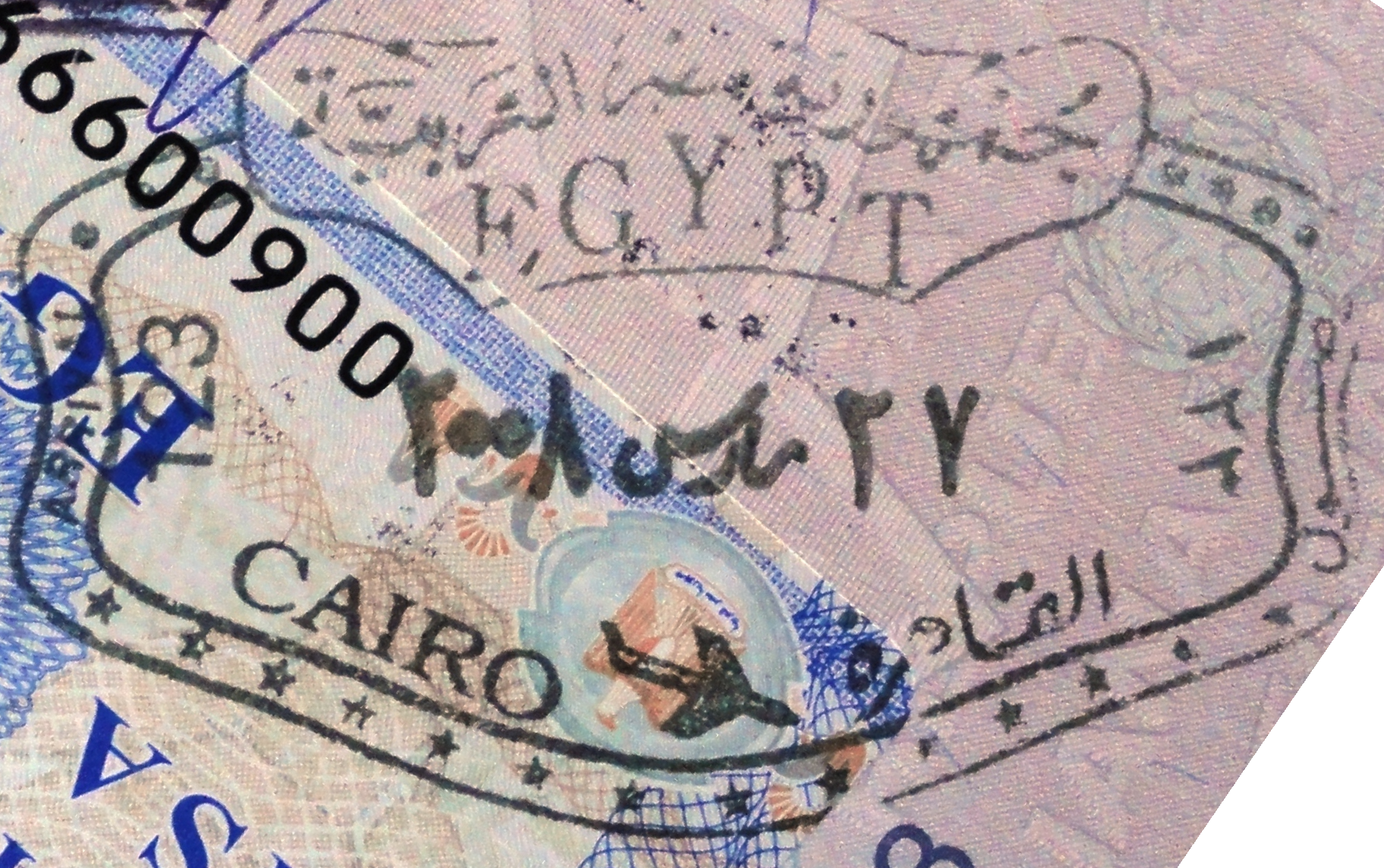
ختم وصول لميناء القاهرة الجوي عام 2008.

| - أفغانستان: تقدم للذين تتراوح أعمارهم بين 50 سنة وما فوق أو 16 سنة وأقل. - تونس: تقدم للذين أعمارهم لا تزيد عن 14 عاماً. - الجزائر: تقدم للذين أعمارهم لا تزيد عن 14 عاماً. - الأردن: تقدم لمن يحمل جواز سفر أردني لمدة 5 سنوات، ولا يحتوي على ختم من "مكتب التسجيل الأردني" على الغلاف الخلفي لجواز السفر في الصفحة 60. حاملو جوازات السفر من سلسلة "T" غير مؤهلين للإعفاء من التأشيرة، ويجب عليهم الحصول على تأشيرة قبل دخول مصر. - السودان: تقدم للذين تتراوح أعمارهم بين 50 سنة وما فوق أو 16 سنة وأقل. - لبنان: تقدم للذين تتراوح أعمارهم بين 50 سنة وما فوق أو 16 سنة وأقل. - ليبيا: تقدّم للذين تتراوح أعمارهم بين 50 سنة وما فوق أو 17 سنة وأقل. - المغرب: تقدم للذين أعمارهم لا تزيد عن 14 عاماً. |

إذا كان السفر كجزء من مجموعة سياحية تتكون من 10 أشخاص على الأقل ويحملون تذكرة عودة، ولديهم حجز لأماكن الإقامة وخطاب ضمان موقعة من وكالة سفر لا يحتاجون إلى تأشيرة لمصر إذا كانوا من مواطني الدول والأقاليم الآتية:
| - الجزائر - أذربيجان - باربادوس - بليز - الصين - كوستاريكا - السلفادور | - غواتيمالا - هندوراس - الهند - الأردن - كازاخستان - روسيا - لبنان | - المغرب - نيكاراغوا - مولدوفا (باستثناء الإناث الذين تتراوح أعمارهم بين بين 15 و35 عاماً) - سانت فينسنت والغرينادين - تونس - تركيا - فيتنام |  |

ينطبق الإعفاء من تأشيرة الدخول أيضاً إلى أبناء وبنات ولدوا لآباء مصريين (باستثناء مواطني  سوريا و العراق و اليمن)، وكذلك من لديه إثبات على أن والدته مصرية كونه وُلِد بعد 25 يوليو عام 2004 (باستثناء مواطني  سوريا و العراق و اليمن). ينطبق الإعفاء من تأشيرة الدخول أيضاً على زوجات المواطنين المصريين (باستثناء مواطني  سوريا و العراق و المغرب) بإحضار عقد موثق دليلاً على الزواج.

## تأشيرة عند الوصول
يمكن لمواطني البلدان التالية يمكن الحصول على تأشيرة دخول لدى وصولهم إلى أي من المطارات أو الموانئ أو المعابر المصرية:

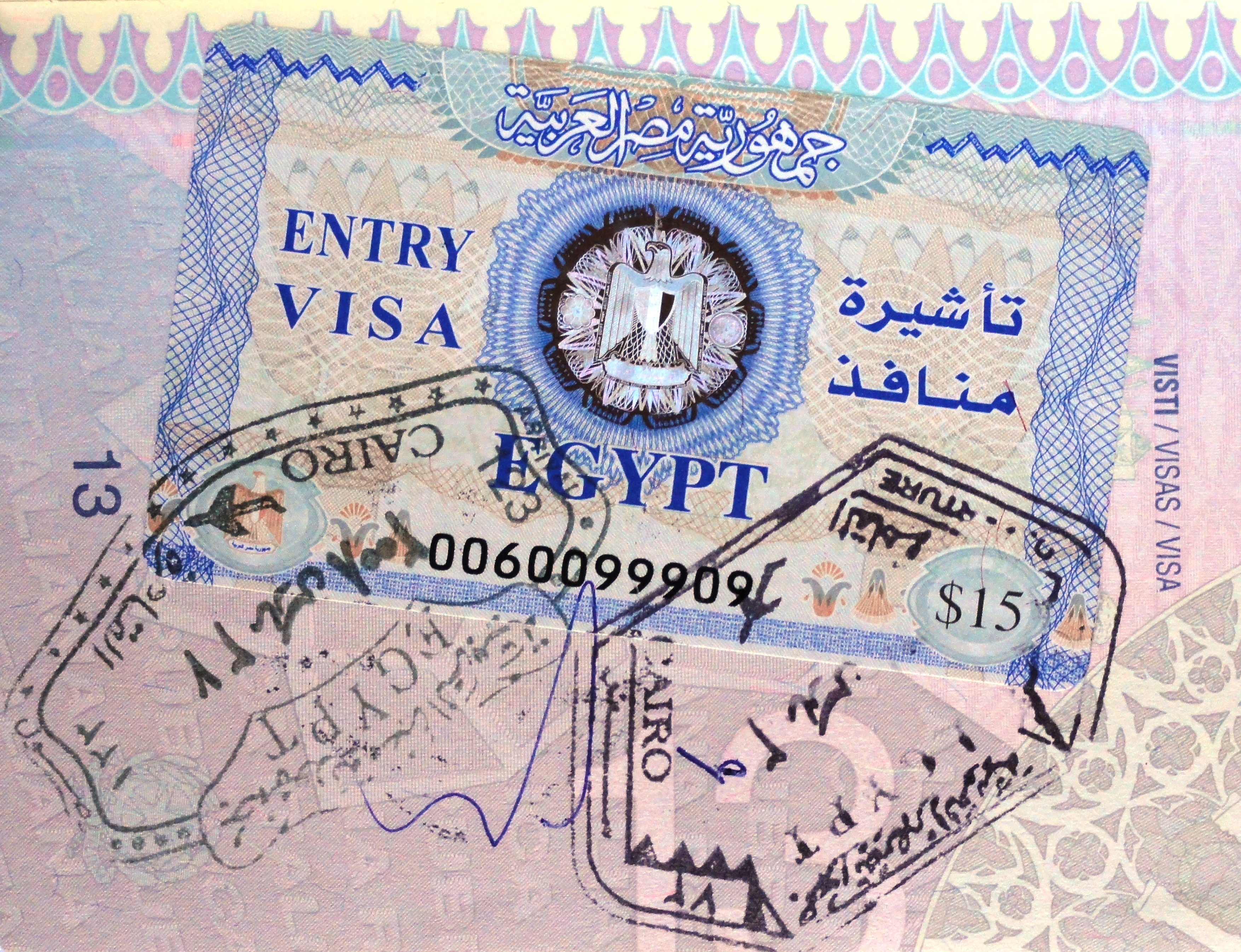
تأشيرة منافذ، وهي التأشيرة التي تمنح عند الوصول مقابل رسوم مالية للدول المذكورة.

| - جميع الدول الأعضاء في الاتحاد الأوروبي - أستراليا - كندا - جورجيا - اليابان - مقدونيا - ماليزيا | - نيوزيلندا - النرويج - كوريا الجنوبية - روسيا - صربيا - أوكرانيا - الولايات المتحدة |

وفقاً لبينات الحكومة المصرية المقدمة إلى اتحاد النقل الجوي الدولي (إياتا)، فإنه يمكن للزائرين الحصول على تأشيرة عند الوصول إلى مصر صالحة لمدة 30 يوماً باستثناء مواطني 84 دولة وإقليم، هم:
| - أفغانستان - الجزائر - أنغولا - أرمينيا - أذربيجان - إسرائيل - إرتريا - إثيوبيا - بنغلاديش - باربادوس - بيلاروس - بليز - بوتسوانا - بوركينا فاسو - بوروندي - الكاميرون - تايلاند | - تشاد - الصين - جزر القمر - ساحل العاج - جيبوتي - السلفادور - غينيا الاستوائية - الغابون - غامبيا - غانا - غواتيمالا - غينيا بيساو - هندوراس - الهند - إندونيسيا - إيران - العراق | - كينيا - كوريا الشمالية - كوسوفو - قرغيزستان - لبنان - ليسوتو - ليبيريا - مدغشقر - مالاوي - ماليزيا - مالي - موريتانيا - موريشيوس - مولدوفا - منغوليا - الجبل الأسود - المغرب | - ميانمار - ناميبيا - نيكاراغوا - النيجر - نيجيريا - باكستان - فلسطين - الفلبين - سيراليون - الصومال - جنوب إفريقيا - سريلانكا - السودان - إسواتيني - سوريا - طاجيكستان - تنزانيا | - سانت فينسنت والغرينادين - توغو - تونس - تركيا (باستثناء الذين تقل أعمارهم عن 20 وفوق 45 عاماً) - جمهورية الكونغو الديمقراطية - جمهورية إفريقيا الوسطى - الرأس الأخضر - تركمانستان - أوغندا - أوزبكستان - فيتنام - زامبيا - زيمبابوي - موزمبيق - جمهورية الكونغو - البوسنة والهرسك |  |

## إذن لزيارة بعض مدن محافظة جنوب سيناء

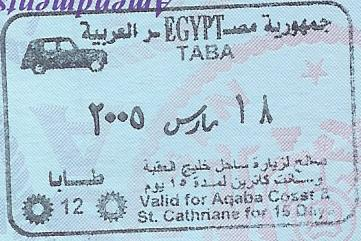
إذن لزيارة ساحل خليج العقبة وسانت كاترين لمدة 15 يوماً.

مواطني بعض الدول لا يحتاجون إلى تأشيرة قبل السفر، ويمكنهم الحصول على إذن سفر مجاناً لدى وصولهم عن طريق مطار شرم الشيخ الدولي أو مطار طابا الدولي أو معبر طابا لزيارة مدن شرم الشيخ ودهب ونويبع وطابا (الساحل الغربي لخليج العقبة) وسانت كاترين فقط بمحافظة جنوب سيناء لمدة أقصاها 14 يوماً، وذلك لمواطني الدول التالية:
| - جميع الدول الأعضاء في الاتحاد الأوروبي - الولايات المتحدة - إسرائيل (عبر معبر طابا فقط) |

وفقاً لبيانات الحكومة المصرية المقدمة إلى اتحاد النقل الجوي الدولي (إياتا)، فإنه يمكن للزائرين الحصول على تأشيرة عند الوصول صالحة لمدة 15 يوماً باستثناء مواطني 84 دولة وإقليم، هم:
| - أفغانستان - الجزائر - أنغولا - أرمينيا - أذربيجان - إسرائيل - إرتريا - إثيوبيا - بنغلاديش - باربادوس - بيلاروس - بليز - بوتسوانا - بوركينا فاسو - بوروندي - الكاميرون - تايلاند | - تشاد - الصين - جزر القمر - ساحل العاج - جيبوتي - السلفادور - غينيا الاستوائية - الغابون - غامبيا - غانا - غواتيمالا - غينيا بيساو - هندوراس - الهند - إندونيسيا - إيران - العراق | - كينيا - كوريا الشمالية - كوسوفو - قرغيزستان - لبنان - ليسوتو - ليبيريا - مدغشقر - مالاوي - ماليزيا - مالي - موريتانيا - موريشيوس - مولدوفا - منغوليا - الجبل الأسود - المغرب | - ميانمار - ناميبيا - نيكاراغوا - النيجر - نيجيريا - باكستان - فلسطين - الفلبين - سيراليون - الصومال - جنوب إفريقيا - سريلانكا - السودان - إسواتيني - سوريا - طاجيكستان - تنزانيا | - سانت فينسنت والغرينادين - توغو - تونس - تركيا (باستثناء الذين تقل أعمارهم عن 20 وفوق 45 عاماً) - جمهورية الكونغو الديمقراطية - جمهورية إفريقيا الوسطى - الرأس الأخضر - تركمانستان - أوغندا - أوزبكستان - فيتنام - زامبيا - زيمبابوي - موزمبيق - جمهورية الكونغو - البوسنة والهرسك |  |

## تأشيرة مطلوبة

صورة لتأشيرة مصرية في جواز سفر فلبيني عام 2012.

يجب على الذين يحملون جوازات سفر من غير المصريين التقدم بطلب للحصول على تأشيرة لزيارة مصر من السفارات والقنصليات المصرية في بلادهم، على اعتبار أن هذه العملية قد تستغرق أسابيع لموافقة السلطات المصرية على زيارة مصر، وذلك لمواطني هذه الدول:
| - أفغانستان - الجزائر - إسرائيل - قطر - بوروندي - تشاد - جزر القمر - جيبوتي - اليمن - إرتريا - إثيوبيا | - غانا - إندونيسيا - إيران - العراق - لبنان - بنغلاديش - ليبيريا - مالي - موريتانيا - مولدوفا - المغرب | - ميانمار - النيجر - نيجيريا - تونس - كوسوفو - باكستان - فلسطين - الفلبين - رواندا - سيراليون - الصومال |  |

## التأشيرة الإلكترونية

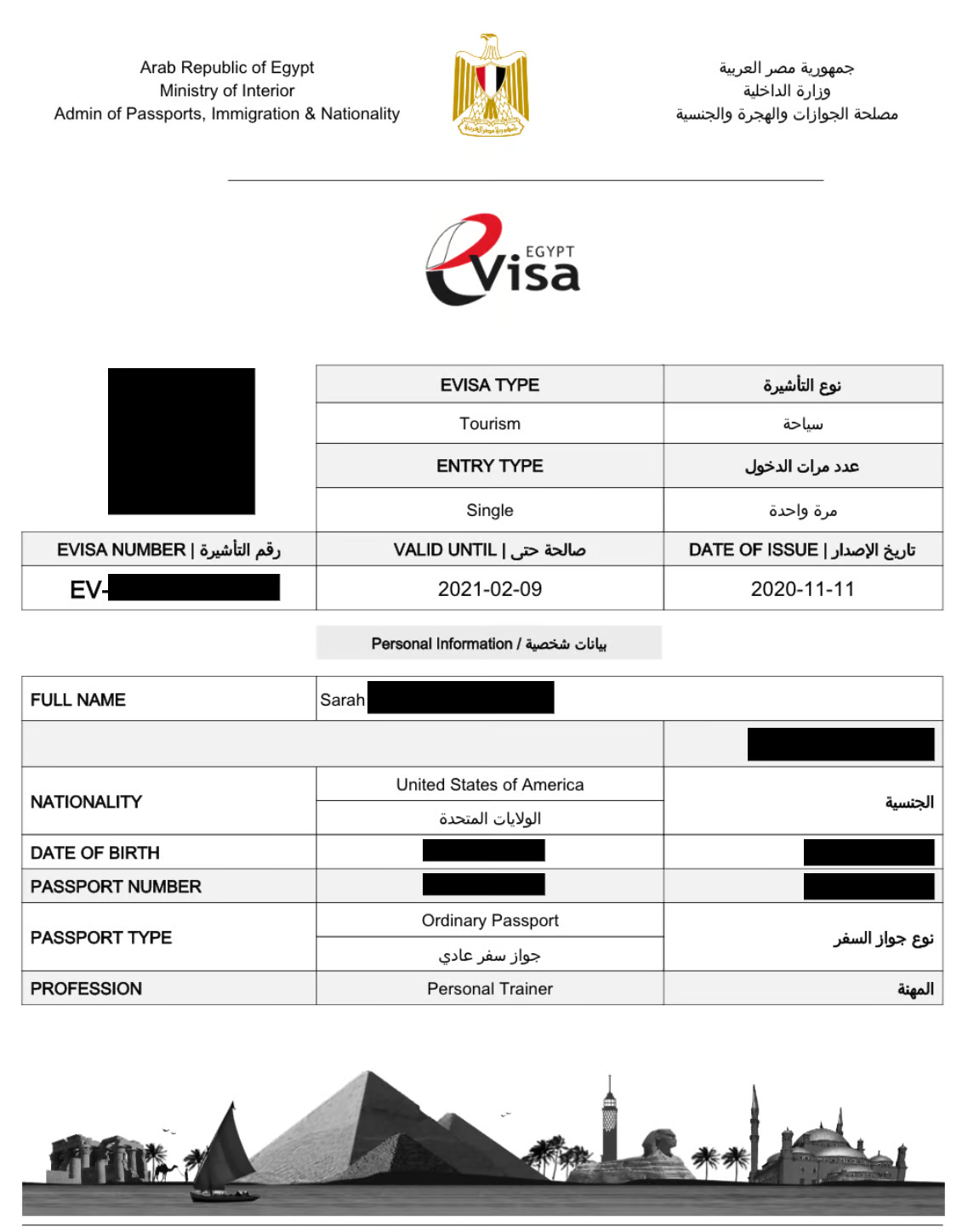
نموذج للتأشيرة الإلكترونية المصرية

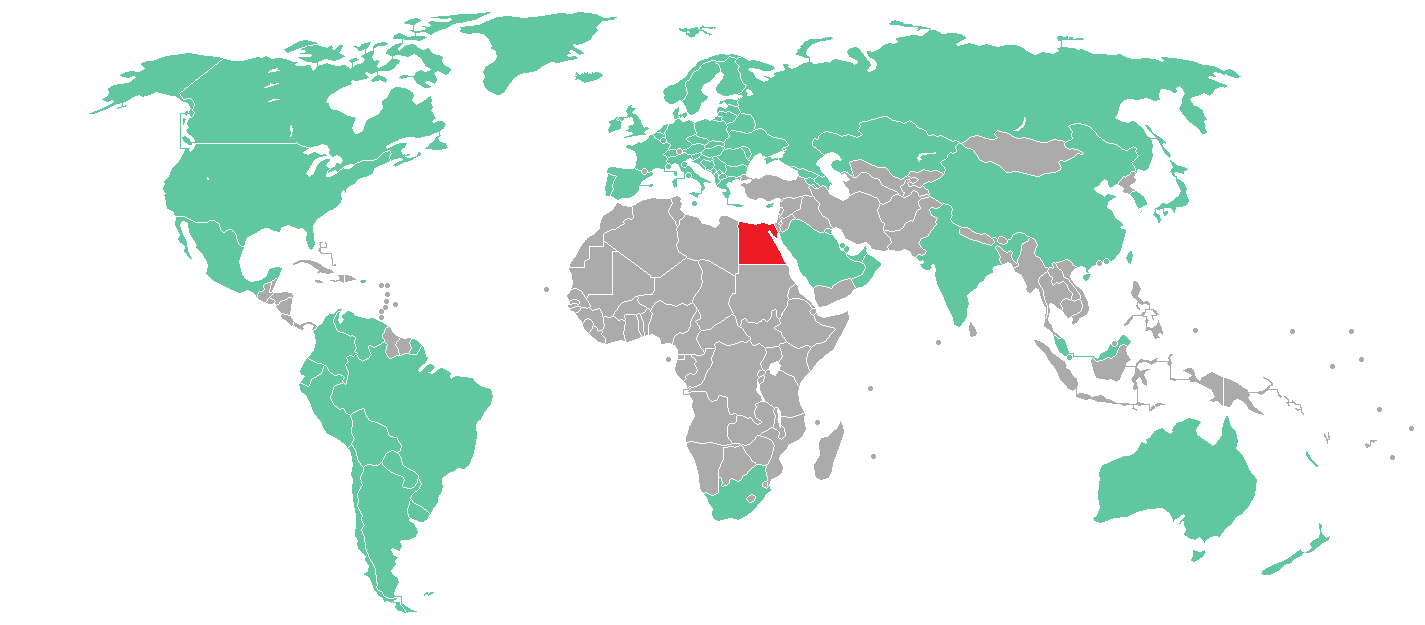
الدول المؤهلة للحصول على التأشيرة المصرية الإلكترونية:
مصر
مؤهل للحصول على تأشيرة إلكترونية

منذ 3 ديسمبر 2017، أصبح مواطنو 46 دولة مؤهلين للتقدّم للحصول على تأشيرات سياحية أو تجارية صالحة لمدة 30 يومًا عبر الإنترنت من خلال نظام التأشيرة الإلكترونية. تمت إضافة 28 دولة أخرى اعتبارًا من 1 يوليو 2021، بينما تمت إزالة كوريا الشمالية على ما يبدو في عام 2018.
| - جميع دول الاتحاد الأوروبي \| - ألبانيا - الأرجنتين - أرمينيا - أستراليا - أذربيجان - البحرين - بيلاروس - بوليفيا - البوسنة والهرسك - البرازيل - كندا - تشيلي - الصين \| - كولومبيا - الإكوادور - جورجيا - هونغ كونغ - آيسلندا - الهند - اليابان - كازاخستان - كوسوفو - الكويت - ماليزيا - المكسيك - مولدوفا \| - موناكو - الجبل الأسود - نيوزيلندا - مقدونيا الشمالية - النرويج - عُمان - باراغواي - بيرو - قطر - روسيا - سان مارينو - السعودية - صربيا \| - سنغافورة - جنوب أفريقيا - كوريا الجنوبية - سويسرا - تايوان - أوكرانيا - الإمارات العربية المتحدة - المملكة المتحدة - الولايات المتحدة - أوروغواي - الفاتيكان - فنزويلا \| | | | |
| - ألبانيا - الأرجنتين - أرمينيا - أستراليا - أذربيجان - البحرين - بيلاروس - بوليفيا - البوسنة والهرسك - البرازيل - كندا - تشيلي - الصين | - كولومبيا - الإكوادور - جورجيا - هونغ كونغ - آيسلندا - الهند - اليابان - كازاخستان - كوسوفو - الكويت - ماليزيا - المكسيك - مولدوفا | - موناكو - الجبل الأسود - نيوزيلندا - مقدونيا الشمالية - النرويج - عُمان - باراغواي - بيرو - قطر - روسيا - سان مارينو - السعودية - صربيا | - سنغافورة - جنوب أفريقيا - كوريا الجنوبية - سويسرا - تايوان - أوكرانيا - الإمارات العربية المتحدة - المملكة المتحدة - الولايات المتحدة - أوروغواي - الفاتيكان - فنزويلا |

## العبور بدون تأشيرة
مسموح لمواطني بعض الدول أن ينتظروا في المطارات الدولية المصرية من حاملي تذاكر الطيران لفترة أقصاها 12 ساعة (ترانزيت). هذا السماح لا ينطبق على رعايا  إيران الذي يُطلب منهم إصدار تأشيرة العبور قبل السفر.
مغادرة المطار مسموحة للركاب لمدة بين 6 و12 ساعة، وذلك لا ينطبق على رعايا هذه الدول:
| - أفغانستان - لبنان | - فلسطين - الفلبين |  |

والذي يجب أن يبقى رعايا أحد هذه الدول في منطقة العبور (جوية) ويجب أن تستمر من قبل نفس الطائرة أو ربط أول طائرة.

## شرط الموافقة الأمنية
مواطني البلدان التالية تحتاج إلى موافقة مسبقة من السلطات الأمنية المصرية قبل الموافقة على حصولهم على تأشيرة:
| - إيران - تونس - الجزائر - سريلانكا | - سوريا - اليمن - العراق - كازاخستان | - كوسوفو - لبنان - المغرب |  |

وينطبق هذا الشرط أيضاً على من يردن العمل بصفة خادمات ومديرات منازل في مصر من رعايا الدول الآتية:
| - إندونيسيا - بنغلاديش | - تايلاند - الفلبين | - الهند |  |

شروط أخرى 
| - بليز: يتطلب موافقة أمنية للمواطنين من أصل لبناني. - البوسنة والهرسك: يتطلب موافقة أمنية للمواطنين من أصل مصري. - السودان: يتطلب موافقة أمنية للمواطنين المقيمين خارج السودان. - الصين: يتطلب موافقة أمنية للمواطنين المقيمين خارج الصين. - ليبيا: يتطلب موافقة أمنية للمواطنين الذكور. - فلسطين: شرط الموافقة الأمنية للمواطنين الذكور الذين تتراوح أعمارهم بين 18 و40 عاماً. - مولدوفا: شرط الموافقة الأمنية للمواطنات الإناث اللواتي تتراوح أعمارهن بين 15 و35 عاماً. - اليمن: استثناء اليمنيين المتزوجين بمصريات، أو من تحمل والدته الجنسية المصرية. |

ووفقًا للقنصلية العامة المصرية في المملكة المتحدة، يجب على الزائرين الحاملين لجوازات سفر من الدول التالية التقدم بطلب للحصول على التأشيرة شخصيًا، كما يجب الحصول على موافقة مسبقة على التأشيرة من السلطات المختصة في مصر، وهي عملية تستغرق عدة أسابيع.
| - أفغانستان - إثيوبيا - إيران - إسرائيل | - مالي - النيجر - فلسطين |